# Coefficient osmotique
Le coefficient osmotique φ est un paramètre qui quantifie la déviation du comportement d'un solvant par rapport à un comportement idéal, tel que défini par la loi de Raoult. Il peut aussi s'appliquer aux solutés. Sa définition dépend de la manière d'exprimer la composition d'un mélange.

## Présentation
Le coefficient osmotique basé sur la molalité b est défini par :
{\displaystyle \varphi ={\frac {\mu _{A}^{*}-\mu _{A}}{RTM_{A}\sum _{i}b_{i}}}\,}
et celui basé sur la fraction molaire (parfois appelé « coefficient osmotique rationnel ») est défini par :
{\displaystyle \varphi =-{\frac {\mu _{A}^{*}-\mu _{A}}{RT\ln x_{A}}}\,}
où {\displaystyle \mu _{A}^{*}} est le potentiel chimique du solvant pur et {\displaystyle \mu _{A}} est le potentiel chimique du solvant en solution réelle, {\displaystyle M_{A}} en est la masse molaire, {\displaystyle x_{A}} en est la fraction molaire, R est la constante des gaz parfaits, et T est la température exprimée en kelvins. Les valeurs sont différentes pour les deux définitions, mais comme 
{\displaystyle \ln x_{A}=-\ln(1+M_{A}\sum _{i}b_{i})\approx -M_{A}\sum _{i}b_{i},}
ces définitions sont similaires, et tendent toutes les deux vers 1 lorsque la concentration tend vers 0.
Pour une solution concernant un unique soluté, le coefficient osmotique (basé sur la molalité) et le coefficient d'activité du soluté sont liés à l'enthalpie libre excédentaire {\displaystyle G_{ex}} (la différence d'enthalpie libre entre le cas réel et le cas idéal) par les relations :
{\displaystyle RTb(1-\varphi )=G_{ex}-b{\frac {dG_{ex}}{db}}}
{\displaystyle RT\ln \gamma ={\frac {dG_{ex}}{db}}}
et il existe donc une relation différentielle entre ces coefficients, à température et pression constantes : 
{\displaystyle d((\varphi -1)b)=bd\ln \gamma }
En solutions ioniques, la théorie de Debye-Hückel implique que {\displaystyle (\varphi -1)\sum _{i}b_{i}} forme une asymptote vers {\displaystyle -{\frac {2}{3}}AI^{3/2}}, où I est la force ionique et A est la constante de Debye-Hückel (environ 1,17 pour l'eau à 25 °C). Cela signifie qu'aux basses concentrations, la pression de vapeur du solvant est plus élevée que sa valeur estimée par la loi de Raoult. Par exemple, pour des solutions de chlorure de magnésium, la pression de vapeur est légèrement plus grande que la prédiction de la loi de Raoult jusqu'à une concentration de 0,7 mol/kg, après quoi la pression de vapeur est plus basse que la valeur prévue.
Pour les solutions aqueuses, les coefficients osmotiques peuvent être calculés, soit par les équations de Pitzer, soit par le modèle TCPC,,,, qui en est une variation semi-empirique plus simple d'emploi.